# Edgar Mitchell
Edgar Dean Mitchell (Hereford, 17 de setembro de 1930 – West Palm Beach, 4 de fevereiro de 2016) foi um astronauta, engenheiro e piloto de testes norte-americano, o sexto homem a pisar na Lua, como piloto do módulo lunar Antares na missão Apollo 14, em 9 de fevereiro de 1971.

## Carreira
Doutor em Ciências pelo Instituto de Tecnologia de Massachusetts, Mitchell foi oficial da Marinha dos Estados Unidos, entre 1953 e 1972, e entrou para a NASA em 1966. Sua viagem para a Lua, junto com Alan Shepard e Stuart Roosa na Apollo 14, foi seu único vôo espacial. No satélite, ele e Shepard exploraram por nove horas a região de Fra Mauro, cumprindo o objetivo da missão anterior, a Apollo 13, que não pôde pousar na Lua por causa de um acidente com a nave no espaço.

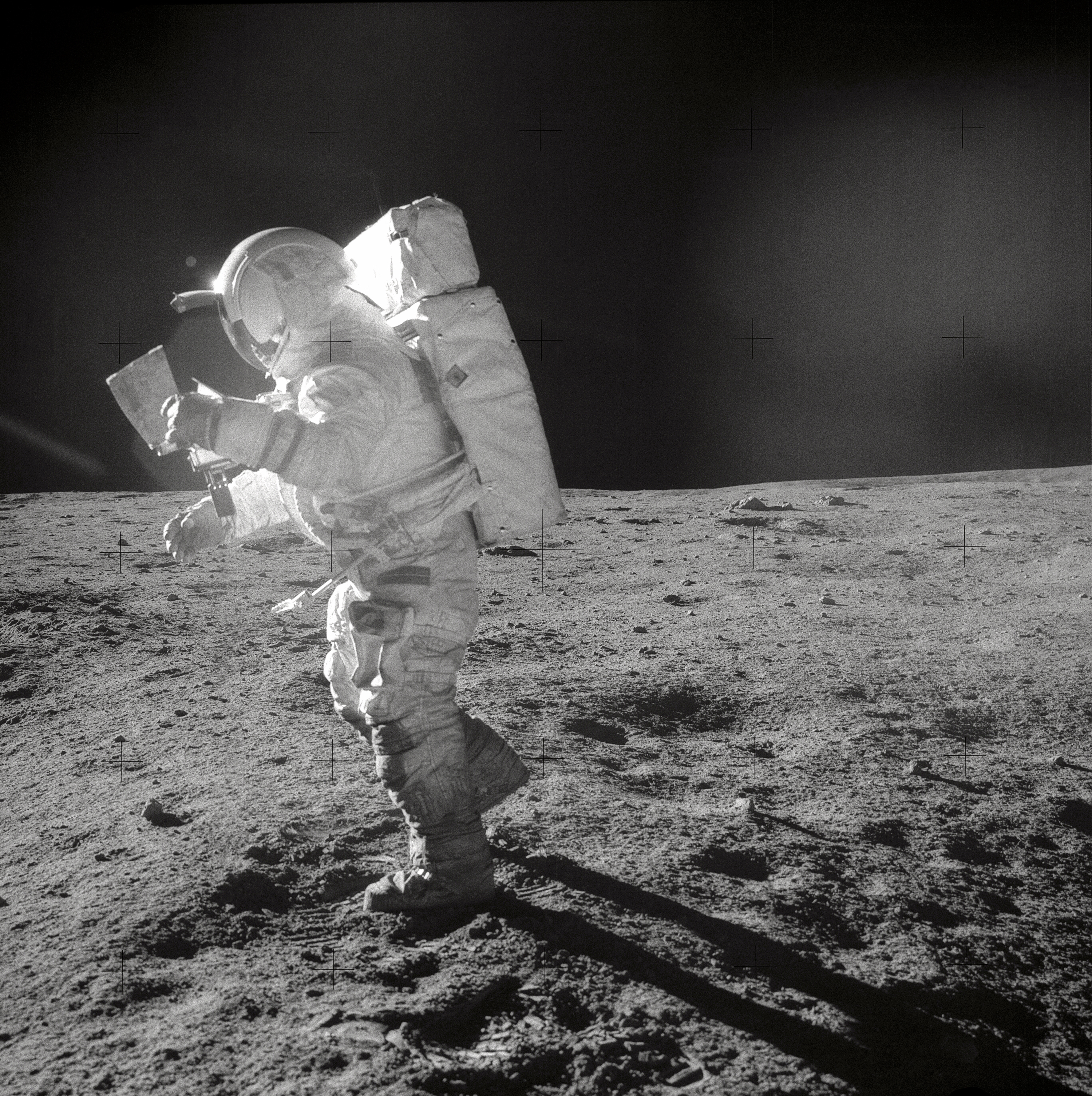
Mitchell na Lua

Depois de deixar a NASA, Mitchell recebeu o título de doutor honoris causa de quatro universidades norte-americanas.

## Outros interesses
Mitchell realizou palestras e escreveu artigos sobre o desenvolvimento da consciência e sua relação com a física quântica. Dedicou-se também a defender a paz mundial. Foi um dos fundadores do IONS, na Califórnia, organização não-lucrativa dedicada a financiar pesquisas em áreas desvalorizadas pela ciência oficial, como fenômenos psíquicos e consciência.
De todos os astronautas que pisaram na Lua, Mitchell foi o maior entusiasta de teses sobre fenômenos paranormais e de vida extraterrestre. Ele expressou publicamente sua opinião de que tinha 90% de certeza de que “muitos dos milhares de OVNIS avistados desde a década de 1940 eram de visitantes de outros planetas” e de que estes OVNIS tinham sido “objetos de desinformação pelos governos, de maneira a desviar a atenção dos povos em geral e criar confusão para evitar que a verdade viesse à tona”, escrevendo livros sobre o assunto.

## Atividades pós-NASA
Participou dos documentários In the Shadow of the Moon, The Phoenix Lights...We Are Not Alone, e The Living Matrix.
Mitchell foi consultor do Institute for Cooperation in Space, organização não governamental dedicada a educar governantes sobre o banimento de armas espaciais.
Foi um dos iniciadores da campanha para estabelecer um parlamento mundial a partir da ONU.
Em 2015, o astronauta disse numa entrevista ao jornal The Mirror que um povo extraterrestre se deslocou à Terra com o intuito de impedir uma guerra nuclear.

## Morte
Mitchell morreu em 4 de fevereiro de 2016, aos 85 anos, num hospital de West Palm Beach, Flórida, após curta doença não revelada pelos familiares. 